# 앤 플레처
앤 플레처(Anne Fletcher, 1966년 5월 1일 ~ )는 미국의 댄서, 배우, 안무가, 영화 감독이다.

## 작품 목록
- 스텝 업 (2006)
- 27번의 결혼 리허설 (2008)
- 프로포즈 (2009)
- 더 길트 트립 (2012)
- 핫 퍼슈트 (2015)
- 덤플링 (2018)
- 호커스 포커스 2 (2022)